# Dennis Junge
Dennis Junge (* 4. Juli 1983 in Hannover) ist ein deutscher Schauspieler.

## Leben
Dennis Junge begann seine Laufbahn 2003 als Regieassistent und übernahm kleinere Rollen am Staatstheater Hannover. Er bekam Schauspielunterricht bei Sibylle Brunner, Harald Schandry und Christian Erdmann.
Sein Schauspielstudium begann er 2006 am Mozarteum in Salzburg und schloss es 2010 mit dem Diplom ab. Währenddessen war er als Gast bei den Salzburger Festspielen und am Salzburger Landestheater beschäftigt.
Es folgte ein erstes Engagement am Schlosstheater Celle. 2012 wechselte er als festes Ensemblemitglied an das Theater Vorpommern.

## Theater (Auswahl)
- Schlosstheater Celle
  - Der Kongress tanzt (Regie: Lars Wernecke)
  - Endstation Sehnsucht
  - Frost Nixon (Regie: Jan Bodinus)
  - Der Graue Engel
  - Loriots Dramatische Werke
  - Das Sparschwein (Regie: Thomas Blubacher)
  - Federspiel (Regie: Anke Gregersen)
- Salzburger Festspiele
  - Jedermann (Regie: Christian Stückl)
- Theater Vorpommern
  - Romeo und Julia (Regie: André Rößler)
  - Frühlingserwachen 2.0
  - Männer, Männer, Männer
  - Hedda Gabler (Regie: Reinhard Göber)
  - Tschick (Regie: Arnim Beutel)
  - in 80 Tagen um die Welt
  - das maß der dinge (Regie: Matthias Stier)
  - Wladimir Kaminers Russendisko (Regie: Thomas Roth)
  - The 39 Steps (Regie: Matthias Thieme)
  - Tom Sawyers Abenteuer
  - Der Menschenfeind (Regie: Andreas Janes)
  - Anatevka (Regie: Dirk Löschner)
- Landestheater Salzburg
  - Der Talismann
  - Peer Gynt

## Filmografie (Auswahl)
- 2012: Der theoretische Erfolg (Kurzfilm)
- 2012: Social Desire (Kurzfilm)
- 2012: Das andere Gleis (Kurzfilm)
- 2011: Unausweichlich (Kurzfilm)
- 2008: Das Intendantenvorspiel (Kurzfilm) (Regie: Nicolas Wackerbarth)
- 2007: Lemminge können auch nicht fliegen (Kurzfilm)
- 2004: norway.today (Kurzfilm)
- 2002: Das Spiel des Lebens (Kurzfilm)
- 2013: Tür an Tür